# 红柄蹄盖蕨
红柄蹄盖蕨（学名：Athyrium erythropodum），为蹄盖蕨科蹄盖蕨属下的一个植物种。